# G7-Gipfel auf Schloss Elmau 2022

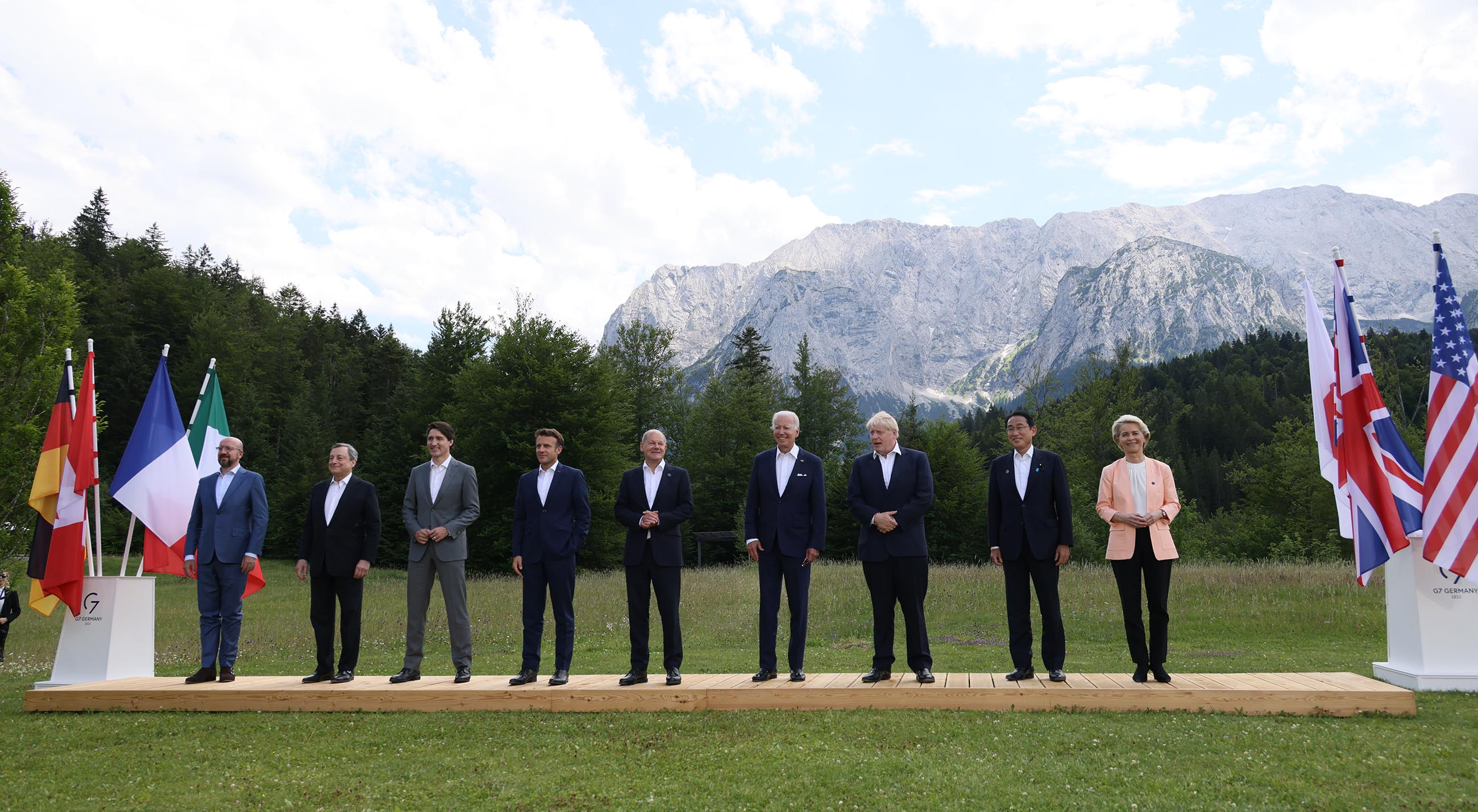
Gruppenfoto vom 26. Juni 2022

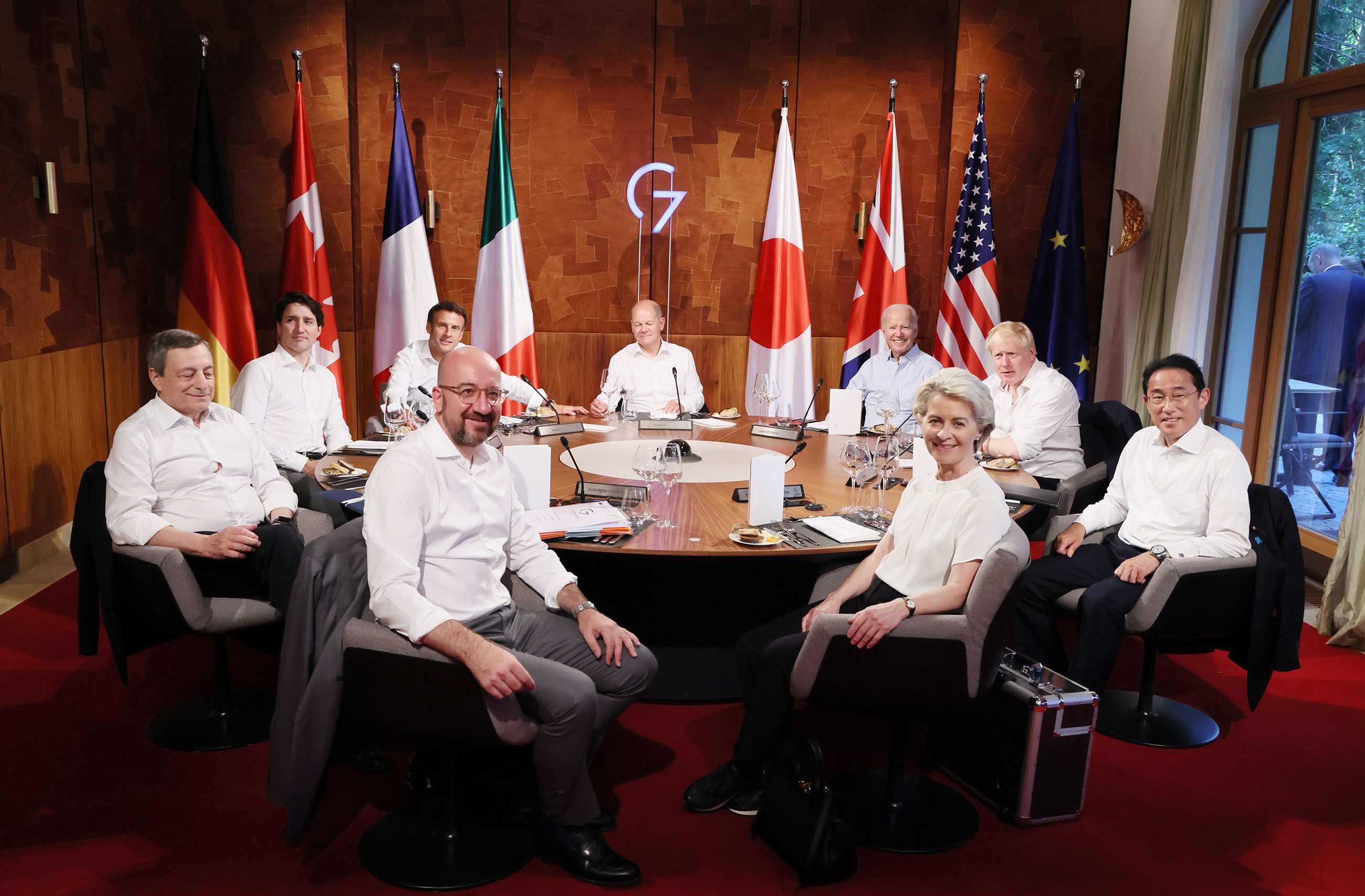
Gruppenfoto vom 26. Juni 2022

Der G7-Gipfel auf Schloss Elmau war ein Treffen der Gruppe der Sieben in Krün (Landkreis Garmisch-Partenkirchen) in Bayern. Der 48. G7-Gipfel fand vom 26. bis 28. Juni 2022 nach 2015 erneut auf Schloss Elmau statt, einem Fünf-Sterne-Hotel oberhalb der Ortschaft Klais im Wettersteingebirge. Da Deutschland am 1. Januar 2022 die G7-Präsidentschaft bis Ende 2022 übernommen hatte, leitete der deutsche Bundeskanzler Olaf Scholz die Konferenz.

## Agenda
(Quelle: )
Sonntag, 26. Juni 2022:
- Globale Wirtschaft
- Partnerschaften für Infrastruktur und Investitionen
- Außen- und Sicherheitspolitik

Montag, 27. Juni 2022
- Zusammenkunft mit Wolodymyr Selenskyj (virtuell)
- „Investing in a Better Future“ zu Klima, Energie und Gesundheit mit G7-Partnerstaaten und internationalen Organisationen
- Globale Ernährungssicherung, Gleichstellung der Geschlechter mit G7-Partnerstaaten und internationalen Organisationen mit den Outreach-Gästen

Dienstag, 28. Juni 2022
- Multilaterale und digitale Ordnung
- Vorbereitung auf den G20-Gipfel auf Bali 2022

## Beschlüsse
(Quelle: )
- Zeitlich unbegrenzte finanzielle, humanitäre, militärische und diplomatische Unterstützung zur Verteidigung der Souveränität und territorialen Integrität der Ukraine.
- Weitere Budgethilfen in Höhe von 29,5 Milliarden US-Dollar für das Jahr 2022 an die Ukraine.
- Verringerung der Einnahmen Russlands, weitere Abstimmung bei Sanktionen gegenüber Russland und weitere Auferlegung von Kosten gegenüber Russland zur Beendigung des Krieges in der Ukraine.
- Umgestaltung und Stabilisierung der Weltwirtschaft, darunter eine Stärkung von Lieferketten und eine Gewährleistung gleicher Wettbewerbsbedingungen.
- Sicherung der Energieversorgung und Bremsung der Energiepreise, schrittweise Beendigung der Abhängigkeit von Energie aus Russland.
- Erhöhung der globalen Ernährungssicherheit durch diverse Maßnahmen, darunter die Bereitstellung von 4,5 Milliarden US-Dollar.
- Gründung des Klimaklubs. Beschleunigte Umsetzung des Übereinkommens von Paris in den G7-Staaten durch weitgehende Dekarbonisierung des Straßenverkehrssektors bis 2030, durch überwiegende Dekarbonisierung des Stromsektors bis 2035 und durch Beschleunigung des Ausstiegs-aus-der-Kohle-Energieerzeugung (bei welcher CCS nicht angewendet wird).
- Verringerung der globalen Investitionslücken durch eine Mobilisierung von 600 Milliarden US-Dollar von 2022 bis 2027. Verstärkung der Zusammenarbeit „für eine gerechte Energiewende“ mit Indonesien, Indien, Senegal und Vietnam.
- Überwindung der COVID-19-Pandemie durch Bereitstellung von mehr Impfstoffdosen. Prävention, Vorsorge und Bekämpfung künftiger Pandemien.
- Erhöhung der Resilienz der Zivilgesellschaften der G7-Staaten und über diese Staaten hinaus, Stärkung der Menschenrechte on- und offline, Bekämpfung von Desinformation und Verwirklichung von Geschlechtergerechtigkeit.

## Ministertreffen
Wie bei vorherigen G7-Gipfeln wurden zudem Treffen der Fachminister der G7-Staaten ausgerichtet:
| Ressort                                   | Ort                                                                  | Zeit              |
| ----------------------------------------- | -------------------------------------------------------------------- | ----------------- |
| Handelsminister                           | virtuell                                                             | 23. März          |
| Digitalminister                           | Düsseldorf                                                           | 10.–12. Mai       |
| Außenminister                             | Grand Village Resort in Weißenhaus                                   | 12.–14. Mai       |
| Agrarminister                             | Schloss Hohenheim, Stuttgart (später verlegt in ein Hotel)           | 13.–14. Mai       |
| Entwicklungsminister                      | Berlin                                                               | 18.–19. Mai       |
| Finanzminister und Notenbankgouverneure   | Bonn und Steigenberger Grandhotel auf dem Petersberg in Königswinter | 18.–20. Mai       |
| Gesundheitsminister                       | Berlin                                                               | 19.–20. Mai       |
| Arbeits- und Sozialminister               | Autostadt in Wolfsburg                                               | 24. Mai           |
| Klima- und Energieminister                | Berlin                                                               | 25.–27. Mai       |
| Umweltminister                            | Berlin                                                               | 25.–27. Mai       |
| Wissenschaftsminister                     | Frankfurt am Main                                                    | 12.–14. Juni      |
| Medien- und Kulturminister/-beauftragte   | Bonn                                                                 | 20.–21. Juni      |
| Minister für nachhaltige Stadtentwicklung | Potsdam                                                              | 13.–14. September |
| Handelsminister                           | Lübeck                                                               | 14.–15. September |
| Gleichstellungsminister                   | Berlin oder virtuell                                                 | 13.–14. Oktober   |
| Außenminister                             | Münster                                                              | 3.–4. November    |
| Innenminister                             | Kloster Eberbach, Eltville am Rhein                                  | 16.–18. November  |

## Sicherheitsmaßnahmen und Kosten
Das bayerische Innenministerium schätzte Ende 2021 die Kosten für die Absicherung auf rund 166,1 Millionen Euro, davon rund 147 Millionen Euro für den Einsatz der Bayerischen Polizei sowie anderer Landespolizeien, der Bundespolizei und der österreichischen Polizei auf beiden Seiten der Grenze. Die Einrichtung von Sicherheitszäunen und satellitengestützten Kommunikationssystemen war geplant. Bei den knapp 40 Kilometer entfernten gleichzeitig stattfindenden Oberammergauer Passionsspielen wurden aufgrund des G7-Gipfels mehr Sicherheitsmaßnahmen – insbesondere erhöhte Polizeipräsenz – erwartet.

## Ereignisse im Umfeld des G7-Gipfels
Mehr als 15 zivilgesellschaftliche Organisationen riefen für den 25. Juni 2022 – unmittelbar vor Beginn des Treffens – zu einer Großdemonstration auf.

### Veröffentlichung des Sicherheitskonzeptes des G7-Gipfels 2015
Am 19. Juni 2022 wurde das Sicherheitskonzept des G7-Gipfels auf Schloss Elmau 2015 veröffentlicht und über das Onlineportal Indymedia verbreitet. Das geleakte Konzept war unter anderem auf der Cryptpad-Instanz der Piratenpartei gespeichert. In der Folge wurden Daten von zwei Servern der Piratenpartei durch die Staatsanwaltschaft beschlagnahmt.

### Brandanschlag auf Polizeifahrzeuge im Vorfeld
Am 22. Juni 2022 wurden gegen drei Uhr nahe dem Kulturzentrum Gasteig im Münchner Stadtteil Haidhausen acht Mannschaftsbusse der Bundespolizei durch mutmaßliche Brandstiftung zerstört. Die Fahrzeuge befanden sich vor einer Unterkunft, in der für den G7-Gipfel vorgesehene Einsatzkräfte stationiert waren. Der Sachschaden wurde auf mehrere hunderttausend Euro geschätzt; es kamen keine Personen zu Schaden. Neben den Fahrzeugen wurde durch den Brand auch Polizeiausrüstung wie Schlagstöcke, Helme und Schutzbekleidung zerstört. Die Polizei München ging von einer politischen Motivation im Zusammenhang mit dem G7-Gipfel aus. Die Organisatoren des Protest-Bündnis „Stop G7 Elmau“ distanzierten sich von diesem mutmaßlichen Brandanschlag.